# Bylderup Sogn
Bylderup (deutsch Bülderup) ist eine Kirchspielsgemeinde in Nordschleswig, Dänemark, nahe der Grenze zu Deutschland.  Sie gehörte bis 1970 zur Harde Slogs Herred im damaligen Tønder Amt, danach zur Tinglev Kommune im damaligen Sønderjyllands Amt, die im Zuge der Kommunalreform zum 1. Januar 2007 in der neuen  Großkommune Aabenraa in der Region Syddanmark aufgegangen ist.

## Gemeindegebiet
Bylderup liegt auf der schleswigschen Geest, die hier überwiegend flach und eben ist. Die Fläche beträgt etwa 43,5 Quadratkilometer.
Heute hat die Gemeinde 918 Einwohner (Stand 1. Januar 2023).
Zur Gemeinde gehören neben dem Haupt- und Kirchdorf Bylderup (zentral-westlich gelegen) noch die Dörfer Hajstrup (dt. Haistrup) und Frestrup im Süden, Duborg (dt. Duborg) und Heds (dt. Heez) im Osten, Bredevad (dt. Bredewatt ) im Nordosten, Sottrup (dt. Sotterup) im Nordwesten, Lendemark im Westen. In der Kaiserzeit (1871–1920) bildeten sie alle eigenständige Landgemeinden (Haistruphof war sogar ein eigenständiger Gutsbezirk) und waren seit 1889 dem Amtsbezirk Bülderup unterstellt.
Nachbargemeinden sind im Süden und Westen Burkal Sogn (dt. Buhrkall), im Norden Højst Sogn (dt. Hoist) und Ravsted Sogn (dt. Rapstedt) und im Osten Bjolderup und Tinglev Sogn (dt. Tingleff). Das Kirchdorf ist heute mit der zur Gemeinde Burkal gehörigen Ortschaft Bov (dt.: Bau – nicht zu verwechseln mit dem weiter südöstlich gelegenen Kirchdorf des Kirchspiels Bov Sogn) zusammengewachsenen, mit dem es einen gemeinsamen Bahnhof hatte. Daher weisen die Ortsschilder das Hauptdorf heute als Bylderup-Bov aus. Das so zusammengefasste Siedlungsgebiet hatte am 1. Januar 2023 1317 Einwohner.

## Geschichte
Die schleswigsche Geest war als wenig fruchtbares Gebiet von jeher dünner besiedelt als die westlichen und östlichen Gebiete. Im Mittelalter gehörte Bylderup gemeinsam mit den Nachbarkirchspielen Hostrup, Højst (dt.: Hoist), Ravsted (dt.: Rapstedt), Tinglev (dt.: Tingleff) und teilweise Bjolderup und der Ortschaft Bommerlund aus der Gemeinde Bov zum Distrikt der Harde Slogs Herred (dt.: Schluxharde). Bylderup war deren Zentrum. Der Gerichtsort lag in der Nähe, der Hardesvogt wohnte lange Zeit auf der Freihof Haistruphof. Es gab nur sehr wenige adelige Besitzungen. Karlswraa gilt jedoch als eines der ältesten Adelsgüter in ganz Schleswig, Ende des 15. Jahrhunderts gehörte es einem Zweig der Familie Rantzau. Doch verlor es früh seine Eigenständigkeit und kam zu anderen Gütern, zuletzt zu Lindewitt und Satrupholm. Haistruphof gewann unter dem sagenumwobenen Hardesvogt Nis Henriksen zu Beginn des 16. Jahrhunderts den Status eines Kanzleiguts. Bis man im 18. Jahrhundert dazu überging, professionelle Juristen als Hardesvögte (Gerichtsvorsitzende und Polizeimeister) einzusetzen, stellten die Besitzer auf Haistruphof meist den Hardesvogt der Schluxharde.
Im Spätmittelalter entwickelten sich die Ämter zu den wichtigsten Verwaltungseinheiten. Die Slogs Herred wurde Teil des Amtes Tondern. 1544 kam das Amt Tondern zu Johann dem Älteren, nach dessen Tod 1581 zu Gottorf, wo es bis zur Wiedervereinigung Schleswigs unter dem dänischen König 1713/21 blieb.
Nachdem das Herzogtum Schleswig 1864 von Preußen erobert und von der dänischen Krone getrennt worden war, wurde Bylderup dem Amtsgerichtsbezirk und dem Kreis Tondern unterstellt und in die oben genannten Gemeinden aufgeteilt. Der im 19. Jahrhundert aufgekommene deutsch-dänische Gegensatz wurde hier nie so heftig ausgetragen wie andernorts.
Die Volksabstimmung über die staatliche Zugehörigkeit zu Deutschland oder Dänemark brachte 1920 eine dänische Mehrheit von 348 zu 204 Stimmen. Trotz des großen deutschen Anteils war die dänische Mehrheit aber deutlicher als in Burkal und erst recht als in Tinglev, das mehrheitlich deutsch stimmte. Ab dem 15. Juni 1920 war Bylderup eine dänische Kirchspielsgemeinde im neu geschnittenen Amt Tondern. Dort blieb es bis 1970, als es Teil der Tinglev Kommune, während die Ämter zu Sønderjyllands Amt zusammengefasst wurden. Seit dem 1. Januar 2007 gehört Bülderup trotz der jahrhundertelangen Verbindungen mit Tondern zur Aabenraa Kommune (dt.: Apenrade).

## Wirtschaft und Verkehr
Die Gemeinde Bylderup ist landwirtschaftlich geprägt, viele Bewohner pendeln zur Arbeit in Richtung Tønder oder Tinglev. Über die Fernstraße 8 ist Bülderup gut an das überörtliche Straßennetz angeschlossen. Die 1868 errichtete  Bahnstrecke Tønder–Tinglev wurde 1974 eingestellt. Sie durchzieht das Kirchspiel in Ost-West-Richtung. Der Bahnhof Bylderup-Bov lag allerdings westlich im Kirchspiel Burkal bei Bov. Für den Ostteil der Gemeinde lag der Bahnhof Terkelsbøl bei Tinglev näher. Bis 2004 lief hier noch Güterverkehr, doch seither ist die Zukunft der Strecke ungewiss.

## Sehenswürdigkeiten
Die romanische Marienkirche in Bylderup ist die alte Hardeskirche der Slogs Herred.